# Ion Mihai Pacepa
Ion Mihai Pacepa, né le 28 octobre 1928 à Bucarest (Roumanie) et mort le 14 février 2021, est le fonctionnaire le plus haut placé des services d'espionnage de l'ancien bloc soviétique à avoir jamais fait défection. Après sa défection en juillet 1978, il est devenu citoyen américain. 
I-M. Pacepa était général à deux étoiles dirigeant la Securitate et il avait en même temps le grade de conseiller du président Nicolae Ceaușescu, étant à la fois chef de son service des renseignements à l'étranger et secrétaire d'État au ministère de l'Intérieur de Roumanie. À ce titre, il était en contact permanent avec ses homologues soviétiques. Il s'enfuit aux États-Unis après que le président Jimmy Carter eut agréé sa demande d'asile politique.
Par la suite, il collabora avec les services d'espionnage américains dans différentes opérations contre ce qui était alors le bloc de l'Est. 

## Biographie
Ion Mihai Pacepa a étudié la chimie industrielle à l'Université Polytechnique de Bucarest. Peu de mois avant la remise de son diplôme, il fut recruté par la Securitate et ne passa son examen de construction mécanique que quatre ans plus tard. De 1957 à 1960 il a exercé les fonctions de chef de l'antenne d'espionnage roumaine en Allemagne de l'Ouest. De 1972 à 1978 il a été conseiller de Ceaușescu pour la sécurité nationale et le développement technologique en même temps que chef adjoint du service roumain de renseignements à l'étranger.
Ion Mihai Pacepa fit défection en juillet 1978 en se rendant à l'Ambassade américaine de Bonn, quand Ceaușescu l'avait chargé d'un message pour le Chancelier Helmut Schmidt. Il fut alors secrètement conduit à la base aérienne militaire Andrews près de Washington D.C. dans un avion militaire américain.
En septembre 1978, Ion Mihai Pacepa fut deux fois condamné à mort par la Roumanie communiste et Ceaușescu promit une récompense de deux millions de dollars américains à qui le tuerait. Yasser Arafat et Mouammar Kadhafi y ajoutèrent chacun une récompense d'un million de dollars supplémentaire. Au cours des années 1980, la police politique roumaine chargea Carlos d'assassiner Pacepa en Amérique en échange d'un million de dollars. Carlos échoua, mais le 21 février 1980, il fit sauter une partie du siège de Radio Europe Libre à Munich, qui donnait des informations sur la défection de Pacepa.
En dévoilant l'étroite imbrication de la Securitate et des autres polices politiques et services d'espionnage de l'Est, ainsi que la répression intérieure et les opérations contre l'Occident, la défection de Ion Mihai Pacepa porta un coup terrible à l'image de « socialisme modéré et indépendant de l'URSS » que le régime communiste roumain s'efforçait d'accréditer sur la scène internationale. De plus cette défection révélait au grand jour le malaise intérieur de la Securitate et de la nomenklatura roumaines, qui commençaient à perdre confiance en Nicolae Ceaușescu, dont la mégalomanie se traduisait par un endettement croissant du pays et des restrictions même pour les privilégiés du régime. Ceaușescu aussi perdit confiance dans ses camarades des « Organes du Parti et de l'État » et pour éviter de nouvelles défections, il accentua le népotisme familial. Il confia à sa femme Elena et à sa parentèle de plus en plus de postes importants dans le gouvernement.
Le 7 juillet 1999, par décision n° 41/1999 de la Cour suprême de la Roumanie, les condamnations à mort de Ion Mihai Pacepa furent annulées, son grade dans l’armée lui fut rendu et on ordonna que ses biens confisqués sur les ordres de Ceaușescu lui fussent restitués. Le Parlement et le gouvernement roumain refusèrent de se plier à cet arrêt, arguant qu’avant sa défection, Ion Mihai Pacepa avait été un « sbire de la dictature totalitaire » dont le cas ne pourrait être tranché qu’après « jugement de ses actes antérieurs à 1978 ». Dans les médias roumains, des protestations s’élevèrent au nom du principe d’égalité : « Pourquoi ne devrait-on juger que celui des sbires qui est passé à l’Ouest ? » et « Pourquoi parmi tous ceux qui ont fui le régime, seuls Pacepa et la famille royale se voient restituer des biens ? » (journal România Liberă). Cela déchaîna une série d’articles en Europe de l’Ouest et aux États-Unis où l’on affirmait que la Roumanie n’était toujours pas un état de droit.
En décembre 2004, le gouvernement roumain le réintègre enfin dans les structures officielles roumaines et lui donne à nouveau son grade de général deux étoiles.

## Livres et articles
En 1987, Ion Mihai Pacepa a publié un livre, Red Horizons: Chronicles of a Communist Spy Chief, qui a été émis sous forme de feuilleton par Radio Europe Libre, suscitant « un énorme intérêt parmi les Roumains ». Par la suite, l’ouvrage commença à être publié en feuilleton dans le nouveau journal roumain Adevărul, qui écrivit que ce livre avait « joué un rôle incontestable dans la chute des Ceaușescu » (selon le texte imprimé sur la quatrième de couverture de la deuxième édition du livre, parue en 1990). Red Horizons a été par la suite réédité dans 27 pays et on ne cesse de le réimprimer.
Michael Ledeen, ancien conseiller contre le terrorisme du président Reagan, a écrit que Ion Mihai Pacepa « mérite des éloges, car il est l'un des très peu nombreux connaisseurs des services de renseignement de l'Empire soviétique, et parce qu'il écrit avec une rare lucidité, toujours dans le but de nous aider à comprendre notre monde. Son premier livre, Horizon rouge, est indubitablement le plus brillant portrait d'un régime communiste que j'ai jamais lu.» Quant à son éditeur en France, il décrit Horizon rouge comme « une description de la dictature de Ceausescu qui rejoint et dépasse parfois celle qu'avait faite Alfred Jarry de la Poldavie d'Ubu. »
En 1993, Ion Mihai Pacepa a publié The Kremlin's Legacy, où il affirme avoir essayé de libérer réellement son pays natal de sa dépendance vis-à-vis du Kremlin, tandis que Ceaușescu et sa clique faisaient seulement semblant. En 1999, il fit paraître une trilogie The Black Book of the Securitate, qui devint un best-seller en Roumanie.
Il écrit de temps à autre des articles pour les journaux américains conservateurs, comme National Review Online, The Wall Street Journal, The Washington Times et le journal on-line FrontPage Magazine. Dans un article en 2006, Ion Mihai Pacepa rapporte une conversation qu'il aurait eue avec Nicolae Ceaușescu, ce dernier lui parlait de « dix dirigeants internationaux que le Kremlin avait tués ou essayé de tuer » : László Rajk et Imre Nagy en Hongrie ; Lucreţiu Pătrăşcanu et Gheorghe Gheorghiu-Dej en Roumanie ; Rudolf Slansky et Jan Masaryk en Tchécoslovaquie ; le Chah en Iran ; Palmiro Togliatti en Italie ; John F. Kennedy et Mao Tsé Toung. Ion Mihai Pacepa fournit quelques détails supplémentaires au sujet d'un complot visant à tuer Mao Tsé Toung avec l'aide de Lin Piao organisé par le KGB, et ajoute que « parmi les chefs des services des renseignements des pays satellites de Moscou tout le monde reconnaissait que le KGB avait été impliqué dans l'assassinat du président Kennedy ». Dans un article en 2007, il affirme que « dans mon autre vie, quand j'étais au centre des intrigues menées par les services d’espionnage de Moscou, je fus moi-même mis au courant d’une tentative délibérée du Kremlin de noircir le Vatican, en décrivant le pape Pie XII comme ayant froidement décidé de sympathiser avec les Nazis ».
Ses livres et articles qui mêlent des faits vérifiés à des souvenirs invérifiables auraient discrédité Ion Mihai Pacepa aux yeux des historiens roumains, notamment en ce qui concerne la tentative du KGB de noircir Pie XII, bien que tous reconnaissent la réalité de son implication dans la direction de la Securitate.

## Ouvrages
- Red Horizons: Chronicles of a Communist Spy Chief, 1987  (ISBN 0-89526-570-2).
- Horizons rouges, traduction française du précédent, Presses de la Cité 1988  (ISBN 2-258-02607-5) ; France Loisirs c1988  (ISBN 2-7242-4882-1) ; Presses Pocket 1990  (ISBN 2-266-03768-4).
- Red Horizons: the 2d Book. The True Story of Nicolae and Elena Ceaușescu's Crimes, Lifestyle, and Corruption, 1990  (ISBN 0-89526-746-2).
- The Kremlin Legacy, 1993.
- Cartea neagră a Securității (« Le livre noir de la Securitate »), Ed. Omega, Bucarest, 1999  (ISBN 973-98745-4-1).
- Programmed to Kill: Lee Harvey Oswald, the Soviet KGB, and the Kennedy Assassination, 2007  (ISBN 978-1-56663-761-9).
- Ion Mihai Pacepa et Ronald Rychlak (en), Disinformation, WND Books, Washington, 2013  (ISBN 978-1936488605) (eBook  (ISBN 978-1936488988)).

## Articles (sélection)
- The KGB’s Man : Moscow turned Arafat into a terrorist, Wall Street Journal, 27 septembre 2003.
- Khaddafi's "Conversion" Has the Libyan leopard changed his spots?, National Review, 29 décembre 2003.
- From Russia With Terror, Interview par FrontPageMagazine, 1er mars 2004.
- No Peter the Great, National Review, 20 septembre 2004.
- Putin's Duality, 5 août 2005
- Left-Wing Monster: Ceausescu, 10 février 2006
- Who Is Raúl Castro? A tyrant only a brother could love, autre source, 10 août 2006
- Russian Footprints, 24 août 2006
- Tyrants and the Bomb, 17 octobre 2006
- The Kremlin’s Killing Ways, 28 novembre 2006
- Propaganda Redux , 7 août 2007
- Programmed to Kill: Lee Harvey Oswald, the Soviet KGB, and the Kennedy Assassination., 3 octobre 2007
- What I Learned as a Car Czar, 2 juin 2009